# Тактичка балистичка ракета
Тактичка балистичка ракета (akr. TBM, iz енгл. tactical ballistic missile) је балистичка ракета која је конструисана за употребу на кратким растојањима приликом употребе на бојном пољу у областима војних операција. Њен уобичајен домет углавном се креће између 50 и 300 km (31.1 - 186.4 mi). Ови оквири нису стриктно дефинисани у западној терминологији и просечни домет ракетне артиљерије се узима као доња граница, или минимални домет стратешких борбених пројектила као горња граница. Према совјетској и руској војној номенклатури, термин „тактичке ракете“ има другачије значење и односи се на оне домета до 50 km, док су ракете домета између 50 и 300 km груписане као „оперативно-тактичке“. Системи односно, тактичке балистичке ракете су обично покретне како би смањиле шансе за напад на себе, и због тога поседују могућност брзог размештања на нови положај, приликом чега могу разноврсним бојевим главама гађати разна непријатељска постројења, зборна места (командне центре), артиљерију, и друге мете иза непријатељских линија. Бојеве главе могу бити конвенционалне високо-експлозивне, као и са бојевим главама које у себи носе хемијско, биолошко и нуклеарно пуњење. Класично тактичко нуклеарно оружје је ограничено у свом учинку у поређењу са стратешким ракетама.

## Историја
Ракете V-1 и V-2 развила је Нацистичка Немачка, као прве балистичке ракете на свету. Са импресивном ватреном моћи и брзином, задавали су савезничким снагама муке док није откривена њихова највећа рањивост: њихова лансирна платформа. У случају да база буде откривена то је чинило лаком метом. Без лансирне рампе, ракета је била бескорисна. Касније је развијена мобилна рампа за ракету V-2, али није било времена јер су савезничке снаге брзо напредовали и сужавали им простор коришћења. Савезници су уништили стотине рампи до краја рата.
Након пада нацистичког режима, Американци и Совјети су се утркивали да освоје ратни плен. Тако је технологија балистичких ракета V-1 и V-2 пренета у Америку и Совјетски Савез јер су похапсили њихове научнике приликом заузимања територије и одводили их свако на своју страну.
Док су Американци споро користили технологију, Совјети су развили нову ракету. Да би избегли рањивост фиксне лансирне рампе, развили су концепт мобилне на возилима. Тако је настала тактичка балистичка ракета, која је комбиновала велику ватрену моћ са дометом до 300 km од ракете-носача, чија је мобилност проширила листу могућности употребе на бојном пољу, једноставним позиционирањем возила у радијусу домета ракете, што је значило пуцајте и промените своју позицију да поново употребите лансирну рампу и заштитите је од непријатеља. Године 1952. почиње да се производи совјетска тактичка балистичка ракета Р-11 Землиа (НАТО шифра „СС-1 Сцуд-А“). Са максималним дометом од 270 km (конвенционална бојева глава) и 130 km (нуклеарна бојева глава). У почетку, ракета и њена лансирна платформа су транспортовани возилом гусеничаром модела 2П-19. Током 1950-их и раних 1960-их, Совјети су побољшали ракетни систем, усвојивши камион са гумама 8Кс8, који је донео већу мобилност лансирања. Године 1955. појавила се верзија ракете за морнарицу, која се користила у подморницама класе АВ611 (НАТО код „Зулу”) и 619 (НАТО код „Голф”).
Тактичка балистичка ракета се може лансирати из мобилних возила на копну или са бродова/подморница на мору.

## Опис
Тактичке балистичке ракете попуњавају празнину између конвенционалне ракетне артиљерије (вишецевни бацачи ракета) и оних са већим дометом у које спадају балистичке ракете кратког домета. Тактичке ракете могу носити веома тешка пуњења и бацати их дубоко иза непријатељских линија у поређењу са ракетама, вишецевним бацачима ракета и артиљерију, док уз то поседује већу покретљивост, а трошкови производње су мањи од цене већине стратешких бојишних ракета. Уз то, оне су додатно способне због своје покретљивости, што тактичким ракетама омогућава већу делотворност с којом могу одговорити на развој ситуације до које долази на бојишту.
За многе државе тактичке ракете представљају горњу границу у развоју оружја копнене војне опреме. Оне обезбеђују врло моћно оружје по врло економичној цени, а у неким случајевима могу помоћи у изједначавању снага на терену када се са друге стране налази непријатељ који је очигледно супериорнији у свим осталим областима војне технологије. Тренутно је, технологија израде балистичких ракета релативно доступна државама које које не могу достићи друге савременије војне технологије, које су знатно компликованије и скупље.
Балистичке ракете је још увек тешко поразити на бојном пољу приликом дејства. Новији системи против ваздушне одбране имају унапређеније могућности за пресретање тактичких ракета, али још увек не могу бити поуздана заштита за циљеве који нападају балистичким ракетама које им остају велика претња. Ово омогућава релативно умерену силу ракета које приликом употребе представљају претњу, односно угрожавају релативно супериорнијег непријатеља продирући кроз његову противваздушну одбрану боље од конвенционалних авиона, уз то омогућујући дубљи удар него конвенционалне артиљерија.

## Погонско гориво
Раније произведене велике ракете и пројектили су покретани ракетним моторима на течно гориво, да би у најкраћем могућем року замењени ракетним моторима на чврсто гориво. Течна горива укључују криогене (течни кисеоник) или корозивне (азотна киселина) оксидаторе. Они морају бити напуњени пре лансирања, одлажући време лансирање ракете. Ово кашњење је представљало проблем за велике стратешке ракете, али посебно за тактичке.
Ракете, посебно у Совјетском Савезу, прешле су на употребу течних горива за складиштење, као што је ИРФНА, инхибирала азотну киселину. Они су и даље били опасни за руковање, али су могли да се складиште унапред напуњени у пројектил. Ово је такође омогућило развој лансера за подизање транспортера са једним возилом (ТЕЛ), уместо претходног конвоја носача, лансера, возила на гориво и сервисних возила.
Западне ракете су уместо тога усвојиле чврста горива, која су се сама по себи могла складиштити, а касније су их следиле ракете Варшавског пакта. Тактичке ракете су сада скоро универзално на чврсто гориво, осим у неким државама које користе аутохтоне деривате оригиналне платформе Скад.

## Врсте тактичких балистичких ракета
- МГМ-140 АТАКАМС (300 km) САД
- МГМ-52 Ланс (120 km)  САД
- CSS-8 (150 – 180 km)  Кина
- WS-1 (60–180 km)  Кина
- ДТИ-1 (60–180 km)  Тајланд
- Шауриа (750 km)  Индија
- Прахар (150 km)  Индија
- Наср/Хатф IX (60;km)  Пакистан
- Абдали/Хатф-II (180;km))  Пакистан
- Хатф-I (100; km)  Пакистан
- Газнави-I/Хатф-III (290;km)  Пакистан
- J-600T Јилдрим (150–900 km)  Турска
- ТОРОС (100–160 km)  Турска
- Nazeat (80 – 130 km)  Иран
- Zelzal-1 (150 km)  Иран
- Zelzal-2 (210 km)  Иран
- Zelzal-3 (200 - 250 km)  Иран
- Tondar-69 (150 – 210 km)  Иран
- ОТР-21 Точка (70–185 km)  Совјетски Савез
- 2К6 Луна (10–50 km)  Совјетски Савез
- Луна-М (12–70 km)  Совјетски Савез
- Јеринa-1 (285–300 km)  Србија
- Јерина-2 (75 km)  Србија

## Спецификације тактичких балистичких ракета
|                              | НАТО име                               | Погон (Гориво)           | Домет          | Уведено у наоружање | Повлачење из наоружања                               | Порекло              | Оператери |
| ---------------------------- | -------------------------------------- | ------------------------ | -------------- | ------------------- | ---------------------------------------------------- | -------------------- | --- |
| Al-Samoud 2                  |                                        | Течно гориво             | 180 km         | 2001                | 2003                                                 | Ирак                 | |
| Al-Hussein                   |                                        | Течно гориво             | 600–650 km     | 1987                | 1991                                                 | Ирак                 | |
| Blue Water                   |                                        |                          |                | 1960 (први лет)     | отказан 1962                                         | Уједињено Краљевство | |
| MGM-140 ATACMS               |                                        | Чврсто гориво            | 300 km         | 1986                | 2007 (програм прекинут, пројектил остаје у употреби) | Уједињено Краљевство | - Бахреин - Грчка - Република Кина - Кореја - Турска - UAE - Румунија |
| MGM-52 Lance                 |                                        | Течно гориво             | 120 km         | 1972                | 1992                                                 | САД                  | - Белгија Западна Немачка - Израел - Италија - Холандија - Уједињено Краљевство |
| PGM-11 Redstone              |                                        | Течно гориво             | 92.5 km-323 km | 1958                | 1964                                                 | САД                  | |
| MGM-18 Lacrosse              |                                        |                          | 19 km          | 1959                | 1964                                                 | САД                  | |
| WS-1                         |                                        |                          | 60–180 km      | ≈1990               |                                                      | Кина                 | |
| WS-2 / WS-3                  |                                        |                          | 70–200 km      | ≈2004               |                                                      | Кина                 | |
| DTI-1                        |                                        |                          | 60–180 km      |                     |                                                      | Тајланд              | |
| Grom (missile system)        |                                        |                          | 280–500 km     |                     |                                                      | Украјина             | |
| Shaurya                      |                                        | Двостепено чврсто гориво | 700–1900 km    | 2011                |                                                      | Индија               | |
| Prahaar                      |                                        | Чврсто гориво            | 150 km         | 2011                |                                                      | Индија               | |
| Pragati                      |                                        | Чврсто гориво            | 170 km         | 2013                |                                                      | Индија               | |
| Pranash                      |                                        | Чврсто гориво            | 200 km         | TBD                 |                                                      | Индија               | |
| Pralay                       |                                        | Чврсто гориво            | 150–500 km     | TBD                 |                                                      | Индија               | |
| Ghaznavi (missile)           |                                        | Чврсто гориво            | 290–320 km     | 2004                |                                                      | Пакистан             | |
| Nasr/Hatf IX                 |                                        | Чврсто гориво            | 70 km          | 2013                |                                                      | Пакистан             | |
| Abdali/Hatf-II               |                                        | Чврсто гориво            | 180 km         | 2002                |                                                      | Пакистан             | |
| Hatf-I                       |                                        | Чврсто гориво            | 70 km          | 1990                |                                                      | Пакистан             | |
| Hatif-1A                     |                                        | Чврсто гориво            | 100 km         | 1990                |                                                      | Пакистан             | |
| Hatif-1B                     |                                        | Чврсто гориво            | 100 km         | 1990                |                                                      | Пакистан             | |
| Sky Spear                    |                                        | Чврсто гориво            | 120–300 km     | 2001                |                                                      | Република Кина       | |
| J-600T Yıldırım              |                                        | Чврсто гориво            | 150–900 km     | 1998                |                                                      | Турска               | |
| TOROS                        |                                        | Чврсто гориво            | 100–160 km     |                     |                                                      | Турска               | |
| Bora                         |                                        | Течно гориво             | 280–700 km     | 2017                |                                                      | Турска               | |
| T-300 Kasırga                |                                        |                          | 100–120 km     |                     |                                                      | Турска               | |
| R-11 Zemlya                  | SS-1b Scud-A                           | Течно гориво             | 180 km         | 1958                |                                                      | СССР                 | |
| 2K1 Mars                     | FROG-2                                 | Чврсто гориво            | 7–18 km        |                     |                                                      | СССР                 | |
| R-17/R-300 Elbrus            | SS-1c Scud-B SS-1d Scud-C SS-1e Scud-D | Течно гориво             | 300–700 km     | 1964                |                                                      | СССР                 | |
| OTR-21 Tochka                | SS-21 Scarab                           | Чврсто гориво            | 70–185 km      | 1975                |                                                      | СССР                 | - Јерменија - Азербејџан - Белорусија - Бугарска - Казахстан - Северна Кореја - Русија - Украјина - Сирија - Јемен · Former: - Чехословачка - Чешка - Источна Немачка - Западна Немачка - Литванија - Пољска - Словачка - СССР                           |
| OTR-23 Oka                   | SS-23 Spider                           | Чврсто гориво            | 500 km         | 1979                | 1987                                                 | СССР                 | |
| 2K6 Luna                     | Frog-3, Frog-5                         |                          | 10–50 km       | 1960                | 1982                                                 | СССР                 | - Авганистан - Алжир - Куба - Источна Немачка - Египат - Ирак - Либија - Северна Кореја - Пољска - Румунија - СССР - Сирија - Јемен - Југославија |
| 9K52 Luna-M                  | Frog-7                                 |                          | 70 km          | 1964                |                                                      | СССР                 | - Алжир - Авганистан - Белорусија - Египат - Либија - Северна Кореја - Русија - Сирија - Украјина - Јемен · Former - Бугарска - Куба - Чешка - Источна Немачка - Мађарска - Ирак - Кувајт - Либан - Пољска - Румунија - Јужни Јемен - СССР - Југославија |
| LORA                         |                                        |                          | 400–800 km     | 2005                |                                                      | Израел               | |
| KN-02 Toksa                  |                                        | Чврсто гориво            | 120–160 km     | 2008                |                                                      | Северна Кореја       | |
| KN-23                        |                                        | Чврсто гориво            | 450 km         | 2018                |                                                      | Северна Кореја       | |
| KN-24                        |                                        | Чврсто гориво            | 410 km         | 2019                |                                                      | Северна Кореја       | |
| KN-25                        |                                        |                          | 380 km         | 2019                |                                                      | Северна Кореја       | |
| 9K720 Iskander               | SS-26 Stone                            | Чврсто гориво            | 400–500 km     | 2006                |                                                      | Русија               | |
| Predator Hawk                |                                        |                          | 300–400 km     | 2016                |                                                      | Израел               | |
| KTSSM                        |                                        | Чврсто гориво            | 120 km         | 2019                |                                                      | Јужна Кореја         | |
| BRE8 King Dragon/Fire Dragon |                                        | Чврсто гориво            | 280–300 km     | 2014?               |                                                      | Кина                 | |
| Burkan-1                     |                                        |                          | 800 km         | 2016                |                                                      | Јемен                | |
| al-Najm al-Thaqib-1          |                                        |                          | 45 km          | 2015                |                                                      | Јемен                | |
| al-Najm al-Thaqib-2          |                                        |                          | 75 km          | 2015                |                                                      | Јемен                | |
| Fajr-5                       |                                        | Чврсто гориво            | 180 km         | 1990s               |                                                      | Иран                 | - Сирија - Јемен - Ирак - Либан |
| Shahab-1                     |                                        |                          | 350 km         | 1987                | ~2016                                                | Иран                 | |
| Shahab-2                     |                                        | Течно гориво             | 500 km         | 1990                | 2016                                                 | Иран                 | |
| Fateh-110                    |                                        | Чврсто гориво            | 300 km         | 2002                |                                                      | Иран                 | - Сирија - Либан |
| Fateh-313                    |                                        | Чврсто гориво            | 500 km         | 2015                |                                                      | Иран                 | |
| Qiam 1                       |                                        | Течно гориво             | 800 km         | 2010                |                                                      | Иран                 | Јемен |
| Zelzal-1                     |                                        | Чврсто гориво            | 160 km         | 1990                |                                                      | Иран                 | |
| Zelzal-2                     |                                        | Чврсто гориво            | 210 km         | 1998                |                                                      | Иран                 | - Сирија - Јемен - Либан |
| Zelzal-3                     |                                        | Чврсто гориво            | 200–250 km     | 2007                |                                                      | Иран                 | Сирија |
| Naze'at 6-H                  |                                        | Чврсто гориво            | 80–100 km      | 1980's              |                                                      | Иран                 | |
| Naze'at 10-H                 |                                        | Чврсто гориво            | 100–130 km     | 1980's              |                                                      | Иран                 | |
| Jerina-1                     |                                        | Чврсто гориво            | 285–300 km     | 2017                |                                                      | Србија               | |
| Jerina-2                     |                                        | Течно гориво             | 75 km          | 2017                |                                                      | Србија               | |

## Галерија слика
- Прва верзија СКАД-а лансирана је из возила адаптираног из тенка.
- Амерички систем МГМ-31 Першинг монтиран на гусенично возило М474.
- Лансирна рампа за израелску ракету ЛОРА, прилагодљива различитим типовима камиона.